# Graiul ardelenesc

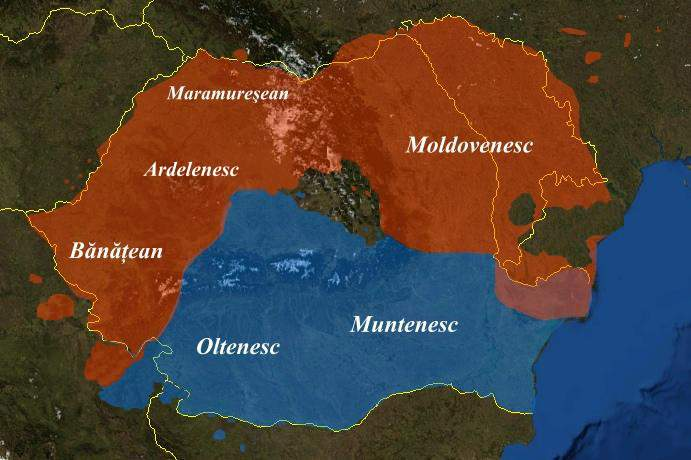
Harta graiurilor dacoromâne

Existența unui grai ardelenesc distinct a fost controversată de la începuturile dialectologiei românești. Primii care au susținut existența unui asemenea grai au fost Heimann Hariton Tiktin și Moses Gaster. Cel din urmă a menționat totodată că o parte din graiurile ardelenești se aseamănă cu cele moldovenești, iar alta cu cele muntenești. Gustav Weigand a contestat autonomia unui asemenea grai, considerând că în Transilvania se vorbesc graiuri de tranziție între grupurile moldovenesc și muntenesc. Sextil Pușcariu a reluat această concepție și a dezvoltat-o încadrând graiurile din Transilvania de nord printre cele din Moldova, pe cele din vestul teritoriului printre cele din Banat și din Crișana, iar pe cele din sudul acestuia printre cele din Muntenia. Mai târziu a recunoscut totuși ca autonome graiul crișean și pe cel maramureșean. Gheorghe Ivănescu a distins 20 de graiuri românești autonome, printre care patru ardelenești. Vasile Frățilă și Vasile Ursan au ajuns la concluzia că există un grup de graiuri ardelenești, făcând parte din grupul de nord al graiurilor, cu unele caracteristici comune, distincte de cele ale graiurilor moldovenesc, muntenesc și bănățean. După părerea lor, teritoriul din interiorul arcului carpatic, în afară de Banat, cuprinde patru arii dialectale: crișeană, maramureșeană, transilvăneană de nord-est și transilvăneană de centru și sud.

## Caracteristicifonetice
| Fenomen                                         | Exemplu dialectal       | Corespondent în varietatea standard |
| ----------------------------------------------- | ----------------------- | ----------------------------------- |
| lungirea vocalelor accentuate                   |                         |                                     |
| diftongul [e̯a] accentuat > [ɛ]                  | [ku'rɛ] [ve'dɛ]         | curea vedea                         |
| [e] accentuat > [ɛ] înaintea unei silabe cu [e] | ['mɛle] ['spɛle]        | mele spele                          |
| diftongul [o̯a] accentuat > [ɒ]                  | ['sɒre] ['bɒlə]         | soare boală                         |
| [a] > [ə] înainte de silabă accentuată          | [pə'puc]                | papuc                               |
| accentuarea unor verbe pe radical               | [ɨn'fəʃur] ['məsur]     | înfășór măsór                       |
| [o] > [u] în verbele                            | durmi, adurmi           | dormi, adormi                       |
| grupul latinesc [ane] > [ɨne]                   | ['kɨne] ['mɨne] ['pɨne] | câine mâine pâine                   |